# Рудня-Споницкая
Рудня-Споницкая (бел. Споніцкая Рудня) — деревня в составе Радужского сельсовета Ветковского района Гомельской области Белоруссии.
Рядом Шабринский ботанический заказник.

## География

### Расположение
В 4 км на юг от Ветки, 16 км от Гомеля.

### Гидрография
Река Спонка (приток реки Сож).

## Транспортная сеть
Автодорога Добруш — Ветка. Планировка состоит из прямолинейной широтной улицы, к центру которой с севера присоединяется короткая улица. Застройка деревянная, усадебного типа.

## Административное устройство
В 1926-1954 гг. центр Рудня-Споницкого сельсовета. До 2013 года деревня находилась в районном подчинении.

## История
По письменным источникам известна с XVIII века как деревня в Белицком уезде Могилёвской губернии. В 1785 году во владении князя И. Халецкого и княгини Радзивилл. С 1850 года действовала сукновальня. Согласно переписи 1897 года располагались: часовня, церковно-приходская школа, хлебозапасный магазин, 2 ветряные мельницы. В 1909 году в Ветковской волости Гомельского уезда Могилёвской губернии, 1580 десятин земли.
В 1918 году против германских оккупантов действовал созданный в деревне партизанский отряд. В 1926 году работали: почтовое отделение, начальная школа, изба-читальня. С 8 декабря 1926 года по 16 июля 1954 года центр Споницкоруднянского сельсовета Ветковского района Гомельского округа (до 26 июля 1930 года), с 20 февраля 1938 года Гомельской области. В 1929 году создан колхоз «Коммунар». Во время Великой Отечественной войны в сентябре 1943 года оккупанты сожгли 54 двора и убили 5 жителей, 75 жителей погибли на фронте. В 1959 году в составе совхоза «Ветковский» (центр — город Ветка).
В 1978 году в деревню переселились жители соседней деревни Затоц.

## Население

### Численность
- 2004 год — 17 хозяйств, 23 жителя.

### Динамика
- 1897 год — 101 двор, 758 жителей (согласно переписи).
- 1909 год — 111 дворов, 929 жителей.
- 1926 год — 192 двора, 950 жителей.
- 1959 год — 173 жителя (согласно переписи).
- 2004 год — 17 хозяйств, 23 жителя.

## Достопримечательность
- "Гомельский Прованс". Лавандовые поля

## Известные уроженцы
- Т. Д. Игнатенко — белорусский художник
- Г. И. Лысяков